# I morti di Bligny trasalirebbero
I morti di Bligny trasalirebbero è una scultura del trevigiano Arturo Martini (1889-1947) realizzata fra il 1935 e il 1936. Si trova esposta presso il Museo del Novecento a Milano.

## Storia
La statua fu concepita dal Martini in seguito al celebre discorso di Mussolini pronunciato il 2 ottobre 1935 dal balcone di Palazzo Venezia a Roma durante la mobilitazione generale seguita alle sanzioni economiche deliberate dalla Società delle nazioni contro l'Italia in risposta all'attacco contro l'Etiopia.
Nel suo discorso il Duce si mostra sorpreso che la Francia possa aderire a tali sanzioni e dice:
(Discorso di Mussolini del 2 ottobre 1935)
Il riferimento di Mussolini è all'eroico comportamento del II Corpo d'armata italiano in Francia durante la Seconda battaglia della Marna del luglio 1918, i cui i francesi furono appoggiati, fra gli altri, dai soldati italiani. Furono più di 9 000 i militari italiani caduti o feriti. Un gran numero dei militari uccisi venne poi sepolto al Cimitero militare italiano di Bligny.
Quattro giorni dopo quel discorso del Duce, il 6 ottobre 1935, le forze italiane conquistarono la città abissina di Adua vendicando la sanguinosa sconfitta che il 1º marzo 1896 l'Italia aveva subito nella Battaglia di Adua.

## Descrizione
La scultura ritrae un uomo seduto che, emergendo da una tomba, spinge con i piedi e con le mani la lastra tombale che lo ricopriva. Sulla lastra è inciso: I MORTI/DI BLIGNY/TRASALIREBBERO. La scultura è datata "2 ottobre 1935".
L'opera fu vandalizzata dopo la guerra mediante la scalpellatura della dicitura "MUSSOLINI" e dell'anno dell'Era Fascista che erano riportati in calce.